# Zagrebačka nogometna zona – skupina Kutina 1979./80.
Zagrebačka nogometna zona – skupina Kutina, također i kao Zagrebačka nogometna zona – grupa Kutina je bila liga petog stupnja nogometnog prvenstva Jugoslavije u sezoni 1979./80., u organizaciji Nogometnog saveza općine Kutina. 
 Sudjelovalo je 14 klubova, a prvak je bila "Moslavina" iz Kutine. 

## Ljestvica
| mj. | klub                     | ut. | pob. | ner. | por. | gol+ | gol- | bod |
| --- | ------------------------ | --- | ---- | ---- | ---- | ---- | ---- | --- |
| 1.  | Moslavina Kutina         | 26  | 21   | 2    | 3    | 116  | 22   | 44  |
| 2.  | Ivanić (Ivanić-Grad)     | 26  | 17   | 6    | 3    | 66   | 26   | 40  |
| 3.  | Sloga Križ               | 26  | 18   | 2    | 6    | 97   | 32   | 38  |
| 4.  | Mašinac Novska           | 26  | 15   | 6    | 5    | 56   | 40   | 36  |
| 5.  | Udarnik Okešinec         | 26  | 15   | 4    | 7    | 72   | 32   | 34  |
| 6.  | Mladost Gornja Gračenica | 26  | 11   | 5    | 10   | 61   | 54   | 27  |
| 7.  | Mladost Repušnica        | 26  | 9    | 5    | 12   | 49   | 55   | 23  |
| 8.  | Omladinac Ludina         | 26  | 9    | 5    | 12   | 67   | 79   | 23  |
| 9.  | Lokomotiva Kutina        | 26  | 7    | 8    | 11   | 34   | 67   | 22  |
| 10. | Balkan Jasenovac         | 26  | 7    | 5    | 14   | 45   | 74   | 19  |
| 11. | Metalac Međurić          | 26  | 6    | 6    | 14   | 43   | 72   | 18  |
| 12. | Vatrogasac Husain        | 26  | 6    | 3    | 17   | 34   | 82   | 15  |
| 13. | Sloga Potok              | 26  | 3    | 8    | 15   | 30   | 94   | 14  |
| 14. | Moslavac Popovača        | 26  | 2    | 7    | 17   | 36   | 76   | 11  |

- Ludina – danas Velika Ludina

## Rezultatska križaljka
| kratica | klub                     | BAL | IVA | LOK | MAŠ | MET | MLAGG    | MLAR | MOSLA | MOSLI | OML | SLOK | SLOP | UDA | VAT |
| --- | ------------------------ | --- | --- | --- | --- | --- | -------- | ---- | ----- | ----- | --- | ---- | ---- | --- | --- |
| BAL | Balkan Jasenovac         |     |     |     |     |     | 2:4      |      |       |       |     |      |      |     |     |
| IVA | Ivanić (Ivanić-Grad)     |     |     |     |     |     | 5:1      |      |       |       |     |      |      |     |     |
| LOK | Lokomotiva Kutina        |     |     |     |     |     | 0:0      |      |       |       |     |      |      |     |     |
| MAŠ | Mašinac Novska           |     |     |     |     |     | 4:2      |      |       |       |     |      |      |     |     |
| MET | Metalac Međurić          |     |     |     |     |     | 1:1      |      |       |       |     |      |      |     |     |
| MLAGG | Mladost Gornja Gračenica | 5:2 | 1:1 | 4:0 | 4:1 | 1:3 |          | 2:1  | 3:5   | 1:2   | 0:1 | 4:1  | 2:2  | 2:0 | 3:0 |
| MLAR | Mladost Repušnica        |     |     |     |     |     | 4:2      |      |       |       |     |      |      |     |     |
| MOSLA | Moslavac Popovača        |     |     |     |     |     | 1:2      |      |       |       |     |      |      |     |     |
| MOSLI | Moslavina Kutina         |     |     |     |     |     | 4:2      |      |       |       |     |      |      |     |     |
| OML | Omladinac Ludina         |     |     |     |     |     | 7:5      |      |       |       |     |      |      |     |     |
| SLOK | Sloga Križ               |     |     |     |     |     | 2:2      |      |       |       |     |      |      |     |     |
| SLOP | Sloga Potok              |     |     |     |     |     | 2:6      |      |       |       |     |      |      |     |     |
| UDA | Udarnik Okešinec         |     |     |     |     |     | 0:2      |      |       |       |     |      |      |     |     |
| VAT | Vatrogasac Husain        |     |     |     |     |     | 3:0 p.f. |      |       |       |     |      |      |     |     |
| |                          |     |     |     |     |     |          |      |       |       |     |      |      |     |     |
| podebljan rezultat - utakmice od 1. do 13. kola (1. utakmica između klubova) rezultat normalne debljine - utakmice od 14. do 26. kola (2. utakmica između klubova) rezultat nakošen - nije vidljiv redoslijed odigravanja međusobnih utakmica iz dostupnih izvora rezultat smanjen * - iz dostupnih izvora nije uočljiv domaćin susreta prekrižen rezultat - poništena ili brisana utakmica p - utakmica prekinuta 3:0 p.f. / 0:3 p.f. - rezultat 3:0 bez borbe |                          |     |     |     |     |     |          |      |       |       |     |      |      |     |     |

 Izvori:

## Kvalifikacije za Ligu Zagrebačke regije
Igrano u lipnju 1980. godine
| Moslavina Kutina |  | – |  | Dubrava Zagreb |  | 0:1, 1:5 |  |

"Dubrava" se plasirala u Ligu Zagrebačke regije
 Izvori: 